# إيريك باروندو
إيريك بيرنابي باروندو غارسيا (بالإسبانية: Erick Bernabé Barrondo García) هو متسابق مشي طويل غواتيمالي ولد في يوم 14 يونيو 1991 في مدينة سان كريستوبال فيراباز في غواتيمالا، إختص بسباقات ال20 كلم و50 كلم، وأبرز إنجازاته هو فوزه بالميدالية الفضية في دورة الألعاب الأولمبية الصيفية 2012 في لندن في سباق 20 كلم وأصبح أول غواتيمالي يفوز بميدالية أولمبية.

## روابط خارجية
- إيريك باروندو على موقع الاتحاد الدولي لألعاب القوى (الإنجليزية)
- إيريك باروندو على موقع اللجنة الأولمبية الدولية (الإنجليزية)
- إيريك باروندو على موقع أوليمبيديا (الإنجليزية)